# 工藤寛正
工藤 寛正（くどう ひろまさ、1941年 - ）は、歴史家、随筆家。
神奈川県川崎市生まれ。筆名・岩井寛。明治大学文学部史学科卒。雑誌・PR誌編集に携わり、雑誌『歴史と旅』（秋田書店）編集長を経て文筆業に。歌誌『藻』同人。

## 著書
- 『京成線歴史散歩』岩井寛 鷹書房 史跡をたずねて各駅停車 1987。ISBN 4803403155
- 『作家臨終図会 墓碑銘を訪ねて』岩井寛　徳間文庫 1991。ISBN 4195993768
- 『作家の墓を訪ねよう 週末計画』岩井寛 同文書院 1996。ISBN 4810373533
- 『図説東京お墓散歩』河出書房新社 ふくろうの本 2002。ISBN 4309760236
- 『おくのほそ道探訪事典 『随行日記』で歩く全行程 完全版』東京堂出版 2011。ISBN 978-4490108002

### 編共著
- 『作家の臨終・墓碑事典』岩井寛編 東京堂出版 1997。ISBN 4490104634
- 『全国七福神めぐり 七難をさけて七福を得る』みわ明共著 東京堂出版 2002。ISBN 449020485X
- 『図説江戸の芭蕉を歩く』編 河出書房新社 ふくろうの本 2004。ISBN 4309760422
- 『藩と城下町の事典 国別』編　二木謙一監修 東京堂出版 2004。ISBN 4490106513
- 『江戸時代全大名家事典』編 東京堂出版 2008。ISBN 978-4490107258
- 『徳川・松平一族の事典』編 東京堂出版 2009。ISBN 978-4490107647